# Ixora foonchewii
Ixora foonchewii là một loài thực vật có hoa trong họ Thiến thảo. Loài này được W.Ko mô tả khoa học đầu tiên năm 1999.